# Burg Alt-Wildon
Die Burgruine Alt-Wildon, auch Altwildon geschrieben, ist die Ruine einer Höhenburg auf dem Wildoner Schlossberg im Süden der österreichischen Gemeinde Wildon in der Südsteiermark. Die Geschichte der Burg reicht bis zur Mitte des 12. Jahrhunderts zurück, als sie von den Herren von Wildon errichtet wurde. Sie war Teil der vier Wehranlagen umfassenden Befestigung des strategisch günstig an der Mur und der alten Reichsstraße gelegenen Wildoner Schlossberges.

## Standort
Die Burg befindet sich im südlichen Teil der Marktgemeinde Wildon, im nördlichen Teil der Katastralgemeinde Unterhaus. Sie liegt rund 300 Meter südlich des Hauptortes Wildon auf einem bewaldeten, nach Norden, Süden und Westen steil und teilweise auch felsig abfallenden Sporn. Ob die steilen Abfälle natürlichen Ursprungs sind oder erst im 19. Jahrhundert durch den Abbau von Steinen an diesen Hängen entstanden sind, nicht klar. Dieser Sporn ist ein nach Westen streichender Ausläufer des im Gipfelbereich des Wildoner Schlossberges gelegenen rund 300 Meter langen und etwa 80 Meter breiten Plateaus und ist mit diesem im Osten noch immer verbunden. Im Westen, unmittelbar vor dem steilen Abbruch des Geländes ist das Spornende etwas breiter und bildet ein kleines Plateau, das im Süden und Südwesten zusätzlich von einer Futtermauer gestützt wird. Auf diesem Plateau befindet sich die Ruine einer Kapelle, die je nach Quelle als Anna-Kapelle oder Johannes-Kapelle bezeichnet wird. An einer etwas breiteren Stelle im Nordwesten des Bergrückens steht der Römerturm. Dieses Areal wird an seinem nördlichen, nordwestlichen und westlichen Rändern ebenfalls von einer Futtermauer gestützt. Etwa 150 Meter östlich von Alt-Wildon befindet sich die Ruine der Burg Neu-Wildon. Etwas nordöstlich liegt ein flaches, von Mauerresten eingesäumtes Areal von längsrechteckigem Grundriss, dessen ursprüngliche Funktion unbekannt ist, in der Forschung aber teilweise als Turnierplatz angesprochen wird.
Der Burgzugang erfolgt von Osten über eine Verbindung ins Hinterland. Die heutige Zufahrt ist ein Waldweg, der südlich unterhalb der Burgruine den Schlossberg hochführt und dann dem ursprünglichen Spitzgraben der Burg folgt, ehe er nach Westen abbiegt. Auf demselben Weg gelangt man auch zur Ruine der Burg Neu-Wildon. Dieser Weg wurde früher auf etwa halber Höhe des Schlossberges von den beiden in Resten erhaltenen Burgen Ful und Hengst gedeckt. Der Weg selbst endet bei dem als Turnierplatz bezeichneten Areal.

## Geschichte

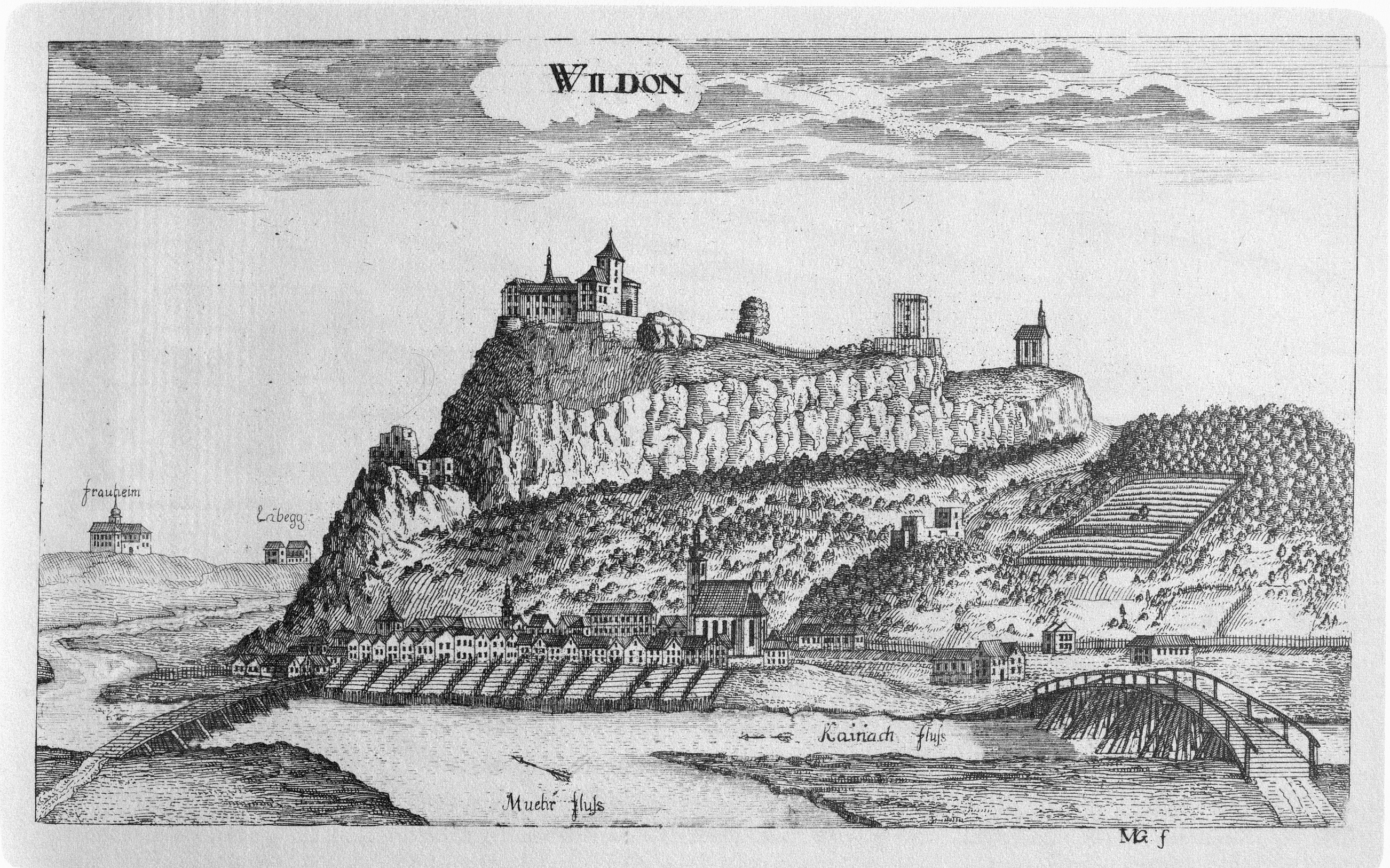
Kupferstich von Wildon aus Vischers Topographia Ducatus Styriae, 1681. Der von einer Mauer umgebene Turm auf der rechten Seite des Schlossberges, links von der Kapelle, ist der Römerturm.

Die Siedlungsspuren auf dem Wildoner Schlossberg reichen bis 4600 vor Christus, also in das Mittelneolithikum und die Urnenfelderzeit zurück. Im Mittelalter lag Wildon an der Reichsstraße und beim Ort befand sich einer der wenigen Übergänge über die Mur. Vermutlich befand sich auch die nicht genau lokalisierbare und 1053 erstmals urkundlich erwähnten Hengistburg auf dem Schlossberg. Zumindest lässt sich durch Keramikfunde eine karolinigisch-ottonische Wehranlage ab dem 9. oder dem späten 10. Jahrhundert nachweisen. Der Archäologe Diether Kramer sah in den Funden vom Wildoner Schlossberg Hinweise, um die Hengistburg dort zu lokalisieren.
Die Burg Alt-Wildon wurde in der Mitte des 12. Jahrhunderts, vermutlich um 1170 von den Herren von Wildon, auf landesfürstlichem Grund errichtet. Wahrscheinlich ließ bereits Hartnid, der Erste aus dem Geschlecht der Wildoner, die Burg erbauen. Dafür spricht, dass er sich in einer Urkunde 1172 noch nach dem Stammsitz seiner Familie  als von Riegersburg bezeichnete, aber bereits 1173/74 von Wildon genannt wurde.
Wann Alt-Wildon aufgegeben wurde, ist nicht bekannt. Aber schon 1260 wird erstmals ein novum castrum, also eine neue Burg, erwähnt, wobei es sich um die Burg Neu-Wildon handelte. Die Burg dürfte aber zumindest nicht sofort nach dem Bau der neuen Anlage verlassen worden sein, da der Wohnturm aus der Zeit um 1400, also aus dem Spätmittelalter stammt. Der Historiker Robert Baravalle vermutete, dass die Wildoner die Burg 1294 nach ihrem gescheiterten Aufstand gegen Herzog Albrecht I. an diesen abtreten mussten. Georg Matthäus Vischer stellte die Burg im Jahr 1681 in einen Kupferstich bereits als Ruine dar.
Zwischen 1860 und 1880 legte Joseph Freiherr von Neupauer, damals Gutsherr auf Schloss Schwarzenegg, einige Steinbrüche am Schlossberg an. Einer davon befindet sich direkt südlich der Burgstelle von Alt-Wildon. Unter der Leitung des Archäologen Diether Kramer führte das Landesmuseum Joanneum zwischen 1985 und 1994 mehrere Grabungen im Bereich des Römerturmes und des vermutlichen Turnierplatzes durch. Im Zuge dieser Grabungen wurden auch alle erhaltenen Mauerteile von Alt-Wildon saniert, Schutt beseitigt und Bäume entfernt. Die Grabungsschnitte wurden nach 1994 nicht verschüttet und lassen sich noch im Gelände erkennen. Die Ergebnisse dieser Grabungsarbeiten wurden nur teilweise in Vorberichten veröffentlicht. Seit 2004 wird der Burgberg vom Verein Kulturpark Hengist betreut. 2014/15 wurde das Fundament des Römerturmes saniert, und die noch vorhandenen Grabungsschnitte wurden im Bereich von Alt-Wildon verfüllt. In den Jahren 2015 und 2017 wurden bei Grabungsarbeiten im Bereich der Kapelle und des Römerturms noch nicht dokumentierte Mauerreste freigelegt, die aus mehreren Bauphasen stammen. Der Schlossberg und damit auch die Burgruine befinden sich in Privatbesitz.

## Beschreibung

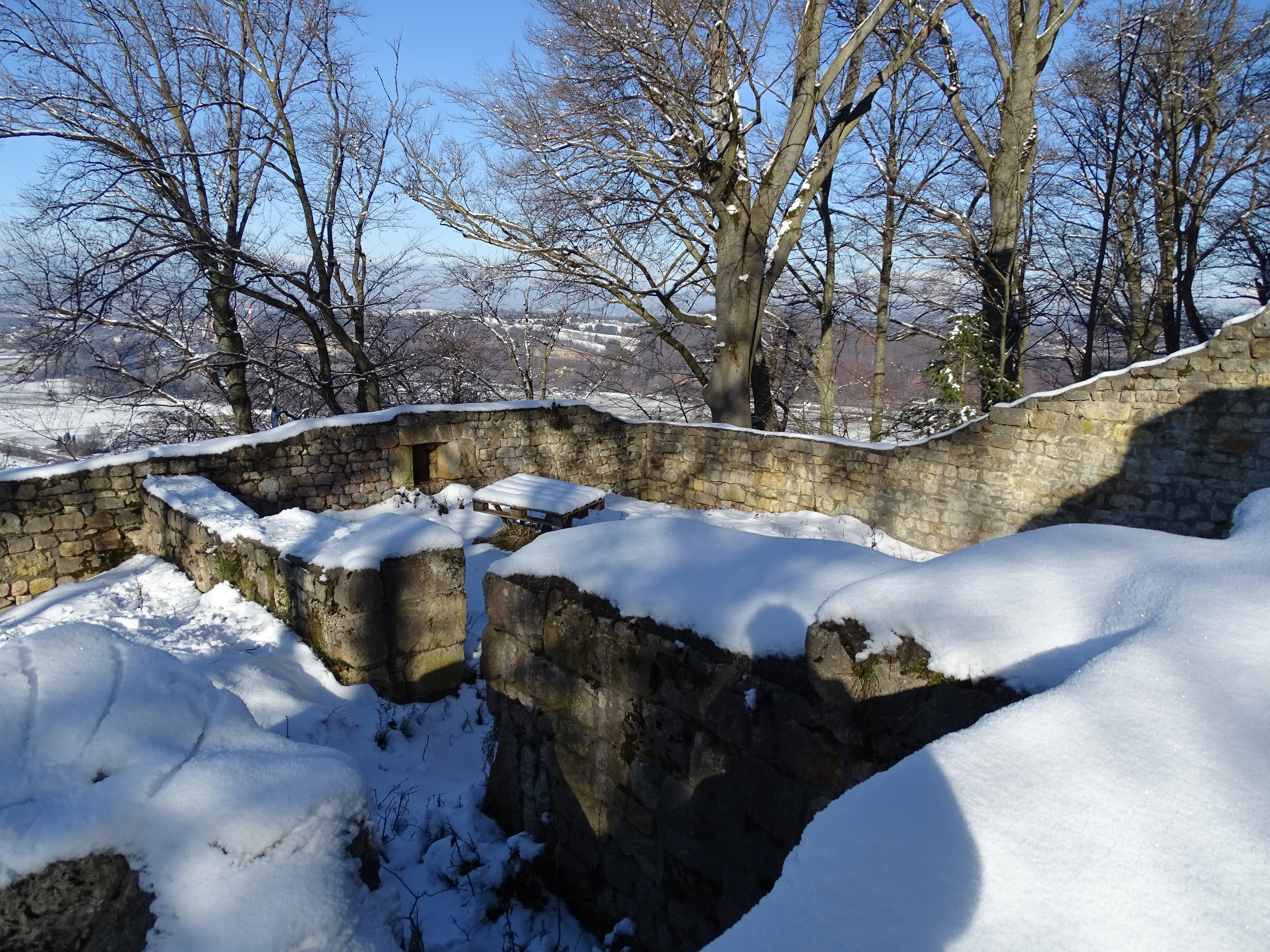
Ein Teil der nördlich des Römerturms erhaltenen Mauerreste.

### Burggelände
Das Plateau, auf dem sich die Burgstelle befindet, wurde ursprünglich im Norden, Nordwesten und Westen durch eine Ringmauer geschützt, von der sich nur Teile der als Quadermauerwerk ausgeführten Futtermauer erhalten haben. Bei den Mauerresten im Norden findet man noch eine als Schlitzscharte ausgeführte Schießscharte, während an der westlichen Mauer noch Reste einer Tür erkennbar sind. Das Burgareal wird auch im Süden und Südwesten von einer Futtermauer gestützt. Das Mauerwerk dieses Abschnittes ist aber sehr unterschiedlich. Der südliche Abschnitt, der direkt unterhalb der Ruine der Anna-Kapelle liegt, hat ein streng lagiges Kleinquadermauerwerk, das jenem im Bereich des Römerturms ähnelt. Damit dürfte dieser Mauerteil aus dem 12. Jahrhundert und damit aus der Bauzeit von Alt-Wildon stammen. Der südwestliche Abschnitt der Futtermauer bildet eine Rundung und besteht aus größeren Quadersteinen. Vermutlich wurde hier die ursprüngliche Mauer gegen Ende des 12. oder im 13. Jahrhundert durch eine Blendmauer verstärkt.
Im westlich und nördlich des Römerturms gelegenen Areal der Burg wurden bei Grabungen Mauerwerksreste aus dem 12. Jahrhundert sowie eine Zisterne freigelegt. Auch die Reste eines Saalbaues, der ursprünglich in den nördlichen und östlichen Zug der Ringmauer eingebaut war, wurden dabei entdeckt.
Die freistehende frühneuzeitliche Kapelle im Westen der Anlage ist ebenfalls nur mehr als Ruine erhalten. Sie hatte ursprünglich ein Tonnengewölbe und gotische Strebepfeiler. In ihr befindet sich ein auf das Jahr 1520 datiertes Wappen des Ulrichs von Leysser.

### Wohnturm
Der sogenannte Römer-, Heiden- oder Pfeilturm war der Wohnturm der Burg und steht auf einem Felsen an der höchsten Stelle des Burgareals. Der Turm hat einen quadratischen Grundriss und es haben sich drei Geschoße erhalten. In das unregelmäßige und lagerhafte Bruchsteinmauerwerk sind auch Kleinquader eingebracht worden. Auch für die Gebäudekanten wurden Ecksteine verwendet. Durch das Mauerwerk sowie die Ausformungen der Tür- und Fenstergewände kann man die Errichtung des Turmes auf die Zeit um 1400 datieren.
Im Erdgeschoß ist ein kleiner Steg aus Erde erhalten geblieben. An der Südseite des ersten Obergeschoßes befindet sich ein Schlitzfenster. An der nördlichen Seite des zweiten Obergeschoßes hat sich ein gotisches Rechteckfenster erhalten. Von hier gelangte man vermutlich durch eine Tür auf einen Balkon, von dem noch die Kragsteine erkennbar sind. Auch an der Ostseite des zweiten Obergeschoßes befinden sich der Rest eines Kragsteines sowie ein Rechteckfenster.